# Amalia Vidari-Griffoni
Amalia Vidari-Griffoni (Vicenza, XVIII secolo – 1840 circa) è stata un'attrice teatrale italiana.
Prima donna nella compagnia di Gaetana Andolfati Goldoni, nel 1815 seguì Giacomo Modena nella compagnia Granera per poi fondare con Giuseppe Vidari una compagnia autonoma. Sposò poi l'attore e drammaturgo Nicola Medoni, con cui fondò un'altra compagnia molto attiva sul territorio nazionale.
Scomparve all'età di 51 anni, a Vicenza, forse suicida.